# Bancroft Library
La Bancroft Library (Biblioteca Bancroft, en español) está situada en el centro del campus de la Universidad de California en Berkeley (Estados Unidos). Es la biblioteca principal de colecciones especiales de la universidad. Sus fondos bibliográficos fueron adquiridos al historiador Hubert H. Bancroft en 1905, con la condición de que conservara el nombre de Bancroft Library a perpetuidad. La colección en ese momento consistía en 50.000 volúmenes de materiales sobre la historia de California y el noroeste de Estados Unidos. Es la mayor colección de este tipo en el mundo. El edificio donde se encuentra la biblioteca, el Anexo Doe, se completó en 1950.

## Inicio
La creación de la Biblioteca Bancroft se remonta a 1859, cuando se solicitó a William H. Knight, quien estaba entonces al servicio de Bancroft como editor de trabajos estadísticos relacionados con la costa del Pacífico, que limpiara los estantes alrededor del escritorio de Bancroft para poder colocar todos los libros disponibles sobre el tema. Buscando entre los libros almacenados, Bancroft se sorprendió gratamente al encontrar entre 50 y 75 volúmenes. En aquel entonces todavía no había pensado en recopilar una biblioteca sobre el oeste de los Estados Unidos. Encontró accidentalmente algunos viejos folletos en una tienda de libros antiguos, y pensó en agregarlos a su núcleo inicial de libros. Siguió buscando más atentamente a través de otras tiendas y puestos en San Francisco, Sacramento, Portland y Victoria, comprando una copia de cada libro relacionado con el tema. Durante su siguiente visita a los estados del este, sin especial dedicación, siguió recopilando libros en las tiendas de segunda mano de Nueva York, Boston y Filadelfia.

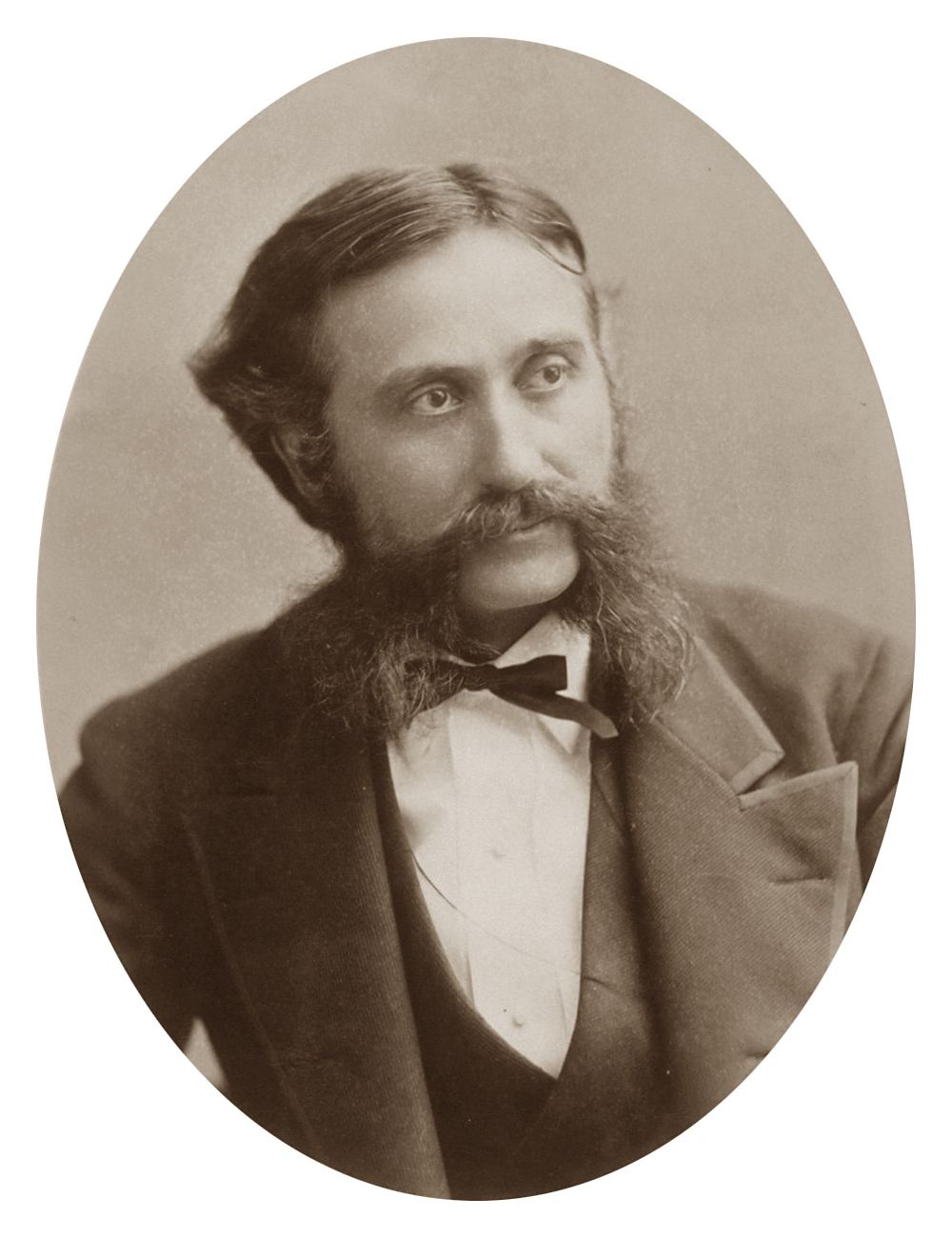
Hubert H. Bancroft, el fundador de la Biblioteca que lleva su nombre

Había recogido en total casi 1000 volúmenes y empezaba a sentirse satisfecho. Pero, según sus propias palabras, "Sin embargo, cuando visité Londres y París, y revolví las enormes existencias de libros de segunda mano en los cientos de tiendas de esa clase, mis ojos comenzaron a abrirse... Y así fue, cuando la colección había alcanzado los mil volúmenes, creí que los tenía todos; cuando creció a 5000, vi que estaba recién comenzada". (177) Finalmente, se realizaron viajes especiales por toda Europa y a distintos lugares de América, con el propósito de engrosar su colección. "Y no solo todos los rincones del mundo fueron revisados, sino que se compraron bibliotecas enteras en cuanto hubo oportunidad". Mientras que sus vagas ideas sobre los materiales necesarios para escribir una historia gradualmente adquirieron una forma más definida, Bancroft aún no tenía la idea de escribir una historia de su puño y letra. A medida que la recolección de documentos avanzaba, su temática se amplió, hasta que el territorio cubierto era la parte occidental de América del Norte desde Panamá hasta Alaska, incluida la región de las Montañas Rocosas, toda América Central y México, abarcando aproximadamente una doceava parte de la superficie total de la tierra.
El bibliófilo llegó a la firme determinación de hacer que su colección fuera lo más completa posible. No se ahorraría tiempo, ni dinero, ni atención personal. Se nombraron agentes en todas las principales casas de libros del mundo; ningún libro debía perderse debido a su alto precio; no se podía desaprovechar ninguna oportunidad para obtener todo lo que existiera sobre el tema. Al comprar en subasta las colecciones individuales de las ciudades europeas, e incluso bibliotecas, la Biblioteca Bancroft se enriqueció más allá de toda medida. En 1869, se informó que Bancroft tenía, incluidos folletos, cerca de 16.000 volúmenes, depositados en el quinto piso del edificio de Market Street, el edificio original de la biblioteca, que anteriormente había sido una esquina del segundo piso del edificio de Merchant Street.
Bancroft decidió entonces comenzar el trabajo literario, pero la recopilación avanzó rápidamente sin interrupción. Temeroso de la seguridad de la biblioteca ante un incendio, prestó atención a la propuesta de su sobrino de dedicar el quinto piso para los fines del departamento de edición, del cual era responsable, y pensó en erigir en algún lugar conveniente un edificio incombustible para la biblioteca. Entre los lugares considerados estuvieron Oakland, San Rafael, Sonoma, San Mateo y Menlo Park; pero después de un cuidadoso escrutinio y consideración, seleccionó el sitio bien conocido en la calle Valencia, cerca de su unión con la calle Misión. La biblioteca se trasladó al edificio el 9 de octubre de 1881, donde permaneció durante años.

## Compra estatal
Cuando se abordó la cuestión de la compra por parte del Estado, se dijo que la Biblioteca Bancroft contenía entre 50.000 y 60.000 volúmenes entre libros, folletos, mapas y manuscritos. El profesor Joseph Cummings Rowell, bibliotecario de la Universidad del Estado, después de un cuidadoso examen personal, estimó el número en 40.000 en total. Durante muchos años, la colección permaneció a la venta. Bancroft mantuvo su precio en 250.000 dólares, un fracción de su coste original y, sin embargo, sin duda por encima del precio del mercado en ese momento, que Rowell estimó en aproximadamente 140.000 dólares, incluyendo el índice completo de materias. En 1887 se presentó un proyecto de ley  para que el Estado comprara la biblioteca por 250.000 dólares, pero la propuesta fue rápidamente derrotada. Algunos años más tarde, la Universidad de Chicago consideró comprarla; lo que desató un fuerte sentimiento en contra de permitir que la Biblioteca saliera de California.
En 1905 se invitó a Reuben Gold Thwaites, bibliotecario de la Sociedad Estatal de Historia de Wisconsin, y uno de los principales expertos en libros de América, a examinar la Biblioteca Bancroft, "con el fin de determinar su condición y, en la medida de lo posible, su valor como artículo comercial." En su informe, Thwaites evaluó la colección de documentos, manuscritos, libros, folletos y otros materiales, estimando el valor total en más de 300.000 dólares. El informe en sí fue publicado el 14 de noviembre de 1905 como un folleto con una extensión de 20 páginas.
El Informe del Secretario de los Rectores de la Universidad de California, completado el 30 de junio de 1906, señalaba que "la Biblioteca Bancroft, incomparablemente superior a cualquier otra colección existente como fondo de material histórico primario para todo el oeste de América, una colección que no podría ni siquiera ser remotamente imitada, a no importa qué costo,  fue adquirido por la Universidad el 24 de noviembre de 1905 por 250.000 dólares. De esta cantidad, el Sr. HH Bancroft, cuyo ingenio, perseverancia y habilidad creó esta colección, donó 100.000 dólares. De los 150.000 dólares restantes, los Rectores pagaron 50.000 el 24 de noviembre de 1905; se pagarán otros 50.000 el 24 de noviembre de 1906, y los 50.000 dólares restantes en noviembre de 1907." El 11 de junio de 1907, los rectores de la Universidad aprobaron la Constitución de la Academia de Historia de la Costa del Pacífico, presentada por la Comisión de la Biblioteca Bancroft, lo que convirtió a la Biblioteca en "el núcleo indispensable de una gran biblioteca de investigación, a imagen de la del Museo Británico, "con el objeto" de promover el estudio de la historia política, social, comercial e industrial, y la etnología, geografía y literatura de la costa del Pacífico de América, y la publicación de monografías, documentos históricos, y otro material histórico relacionado con estos temas.

## Historia posterior

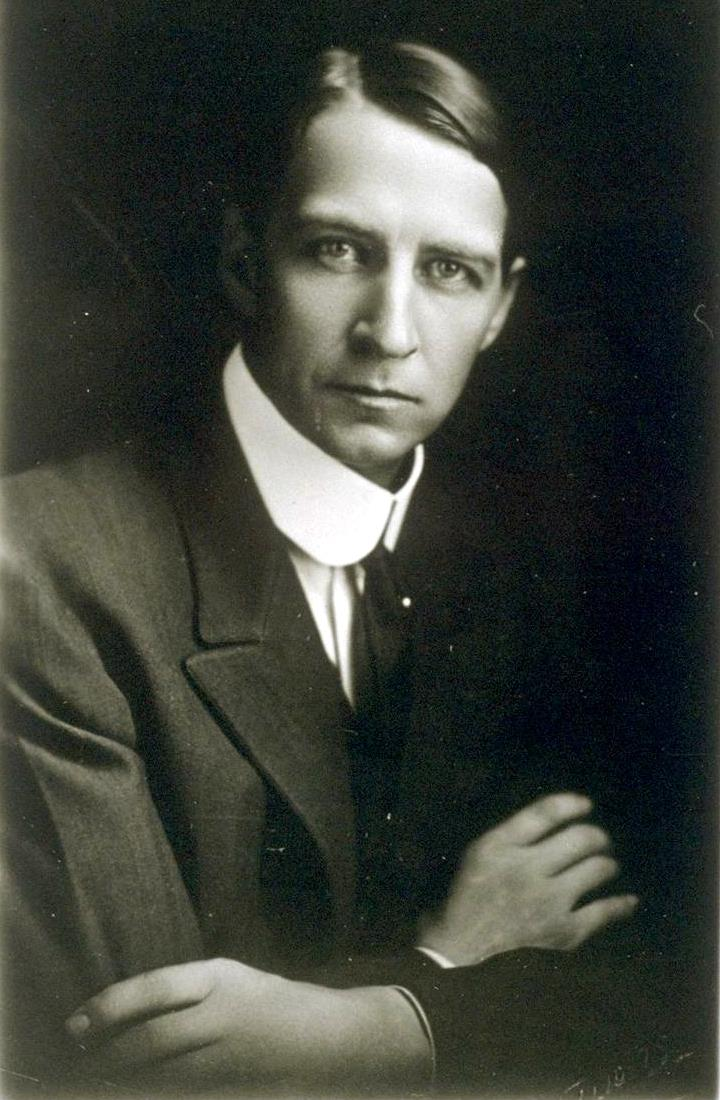
Herbert Eugene Bolton, primer director

La universidad nombró primer director de la biblioteca al historiador Herbert E. Bolton, un cargo que ocupó durante los primeros 22 años de la institución. En su doble condición de historiador y bibliotecario, convirtió a la Bancroft Library en un gran centro de investigación para la historia de los Estados Unidos, en concordancia con el ascenso del departamento. Hasta la década de los años 1960, The Bancroft Library continuó centrándose exclusivamente en la historia del oeste americano, particularmente de las zonas fronterizas del norte de México y del sur de los Estados Unidos, desde Florida hasta California, un área asociada con los intereses de investigación de los siguientes directores, como Bolton (1918-1940) y George P. Hammond (1946-1966).
En las décadas de 1950 y 1960, Bancroft agregó los archivos de la Universidad de California y del Regional Oral History Office, ambos significativos para la historia de California. En 1970, bajo el nuevo director James D. Hart (1970–1990), el alcance de la biblioteca se expandió enormemente cuando se produjo su fusión con el Departamento de Libros Raros y Colecciones Especiales de la Biblioteca de la Universidad. Este departamento incluía el Archivo Tebtunis de papiros antiguos, excavado por una expedición a Egipto financiada por Phoebe Apperson Hearst en 1899-1900, la mayor colección de este tipo en el hemisferio occidental; los escritos de Mark Twain, objeto del Proyecto Mark Twain, que desde 1965 ha estado editando todos sus escritos; una gran colección de manuscritos medievales, incunables y libros raros impresos de los siglos XVI al XIX; y los manuscritos literarios de escritores de California como Ina Coolbrith (primera poetisa laureada de California), Jack London, Ambrose Bierce, George Sterling, William Randolph Hearst, Rube Goldberg y Cecil Scott Forester; documentos asociados con la Generación beat en San Francisco, obra de Lawrence Ferlinghetti, Michael McClure, Philip Lamantia, Philip Whalen y William Everson (Brother Antoninus); y autores contemporáneos como John Mortimer, Sean O'Faolain, Maxine Hong Kingston y Joan Didion. 
Desde junio de 2005 hasta octubre de 2008, la biblioteca se sometió a una renovación total, incluyendo  modernas medidas de protección antisísmica. La actividad normal se reanudó el 20 de enero de 2009. El director de la biblioteca desde 1995 hasta junio de 2011 fue Charles B. Faulhaber, profesor de literatura medieval española en Berkeley. En septiembre de 2011, Elaine Tennant, una especialista en las épocas medieval y moderna en los departamentos de literatura alemana y escandinava de la Universidad de California en Berkeley, se convirtió en la Directora James D. Hart de la Biblioteca Bancroft de la UC Berkeley.

## Fondos y servicios
Bancroft es una de las bibliotecas de colecciones especiales más grandes de los Estados Unidos. En 2009, poseía aproximadamente 600.000 libros, 16,7 km lineales de colecciones de archivos y manuscritos, casi 8 millones de impresiones fotográficas y negativos (incluidos los fondos fotográficos del San Francisco Call-Bulletin y del The San Francisco Examiner), y más de 20.000 mapas.
Aunque la biblioteca en sí está abierta a cualquier persona que desee utilizarla, el acceso a algunos de sus materiales más valiosos está restringido a investigadores con una necesidad demostrada. El sitio web de la biblioteca y el Online Archive of California ofrecen acceso a catálogos en línea, así como a numerosas colecciones en formato digital.
La Galería Bancroft de la biblioteca ofrece exhibiciones públicas cambiantes de las colecciones de la biblioteca, que incluyen arte, fotografías, documentos, cartas, dibujos arquitectónicos, ilustraciones, recortes de periódicos, testimonios efímeros e historias orales. Las publicaciones de la biblioteca incluyen Bancroftiana, un boletín publicado por "Friends of The Bancroft Library", y Keepsakes, una serie de publicaciones.